# 함본식 보일러

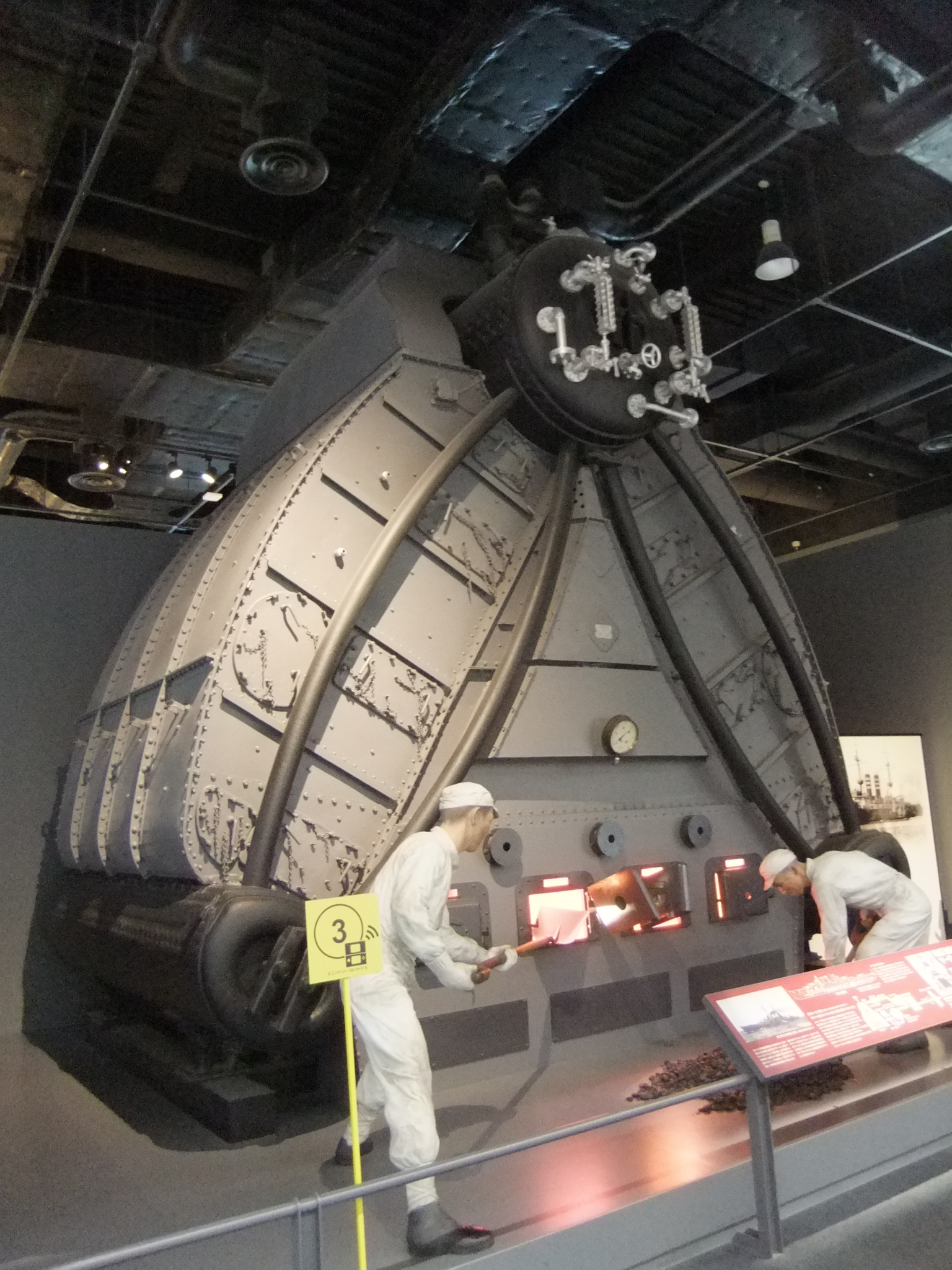
야마토 뮤지엄에 전시되어 있는 곤고의 야로식 보일러

함본식 보일러(일본어: 艦本式ボイラー) 혹은 함본식관(艦本式罐)는 일본 해군 함정 본부(艦政本部)가 개발한 군함용 국산 보일러다.

## 형식별

### 이호 함본식 보일러 (イ號艦本式罐)
1900년 노후한 어뢰정 보일러 교환용으로 함정 본부에서 개발했다. 영국 야로(Yarrow) 사가 소형함용으로 개발한 야로식 보일러의 개량형으로 1902년 진수한 제 67호 수뢰정에 처음으로 탑재된 후 하루사메급 구축함 등에 탑재되었다. 처음에는 단순히 함본식 보일러나 야로 보일러 등으로 불렸다(후술).
야로식 보일러는 삼동식(三胴式) 수관(水管) 보일러의 한 형식으로, 위쪽에 큰 직경의 스팀 드럼이라는 원통이 있고 아래쪽에는 비교적 작은 직경의 워터 드럼이라는 원통이 2개 병렬로 배치되어 있어 각각 서로 많은 전열관(傳熱管)으로 이어진 구조다. 옆에서 보면 A자 모양으로 위쪽에 스팀 드럼이, 아래 다리 양쪽에는 워터 드럼이 배치되도록 제작하였다.

### 로호 함본식 보일러 (ロ號艦本式罐)
생산된 함본식 보일러 워터 드럼의 수관(水管) 연결 부분에 압력이 편재(偏在)되어 부식이 발생하는 결함이 발견되었기 때문에 워터 드럼을 원형에서 반원형으로 수정해 수관 연결 부분을 평활하게 한 개량형이 1914년 7월 이후 탑재되었다. 개량형이 나오면서 그 전까지의 함본식 보일러를 이호(일본어: イ號), 개량형을 로호(일본어: ロ號)라고 칭하여 구별하였다.
태평양 전쟁 당시 많은 군함에 이 보일러가 탑재되었다.

### 하호 함본식 보일러 (ハ號艦本式罐)
제 2차 개장 후의 후소급 전함에만 2기 탑재되었다.

### 호호 함본식 보일러 (ホ號艦本式罐)
소출력 보일러로 함정 본부와 마이즈루 공창이 공동 개발하였다. 물이 통과하는 수관을 한쪽으로 모아 소형 보일러지만 대형 중유 전소 보일러와 비슷한 효율을 보였다.
1937년도 준공한 제 53구잠정에 처음 탑재된 후 하시다테급 포함, 가토리급 연습순양함 등에 탑재되었다. 또한 시무슈급 해방함에도 보조 보일러로 탑재되었다.

### 내용주
1. ↑  관(罐)은 기관(汽罐)의 뜻입니다. 일본어 신자체는 '艦本式缶'이라고 쓰여있다.

## 참고 문헌
- 佐藤健一郞 (1990). 〈橋立型に装備されたボイラー〉.  写真 日本の軍艦 [사진 일본의 군함]. 제9권 경순양함II. 광인사(光人社). 210, 211쪽. ISBN 4-7698-0459-8.
- 일본조선학회(日本造船學會) (1981).  昭和造船史 [소화조선사] 1. 원서방(原書房).

## 같이 보기
- 함본식 터빈